# Gerolamo Chiavari
Pour les articles homonymes, voir Chiavari (homonymie).
Gerolamo Chiavari (né en 1521 à Gênes et mort en 1586 dans la même ville) est  le soixante-quatorzième doge de Gênes du 4 novembre 1583 au 4 novembre 1585.